# Dionisio (scrittore di gastronomia)
Dionisio (in greco antico: Διονύσιος?, Dionýsios; fl. III secolo a.C.) è stato uno scrittore greco antico di gastronomia, vissuto forse nel III secolo a.C..
Dionisio fu autore di un Manuale di cucina (ὀψαρτυτικά) citato da Ateneo.